# Mckenzee Miles
Mckenzee Miles (Canby, Oregón; 19 de diciembre de 1986) es una actriz pornográfica y modelo erótica retirada estadounidense.

## Biografía
Mckenzee Miles, nombre artístico de Blaklee Maddox, nació en diciembre de 1986 en la ciudad de Canby, en el estado de Oregón. Se graduó en el instituto a los dieciséis años, dos años antes de lo previsto. Ya con la mayoría de edad comenzó a trabajar como barista en la marca Starbucks, si bien le gustó el mundo del modelaje adulto y quiso probar suerte. Sería gracias a la actriz pornográfica Micah Moore como dejó su puesto de trabajo y comenzó a realizar sus primeros trabajos como modelo erótica, que posteriormente se convirtió en su pasarela para debutar como actriz pornográfica en 2006, a los 19 años de edad.
Como actriz, ha trabajado para estudios como Mile High, Red Light District, Reality Kings, Penthouse, Vivid, Kick Ass Pictures, Brazzers, Hustler, Evil Angel, Lethal Hardcore, Zero Tolerance, New Sensations o Naughty America, entre otros.
Dentro de la industria pornográfica estuvo nominada en el circuito de premios, en concreto de los Premios AVN, en dos ocasiones. La primera en 2009 en la categoría de Mejor escena de sexo en grupo por Rachel's Choice. La segunda vez sería dos años más tarde, en 2011, en la categoría de Mejor escena POV de sexo por Entry in the Rear POV.
Así mismo, en agosto del año 2010, fue elegida Penthouse Pet de la revista Penthouse.
Se retiró en el año 2013, habiendo dejado algo más de 360 películas grabadas, entre producciones originales y compilaciones. Tras ello, ingresó en la Universidad de Oregón, donde se graduó años más tarde en Negocios y Periodismo.
Alguno de sus trabajos son Absolute Asses, Barely Legal 75, Dark Flame, Erotica XXX 14, Finger Fun 10, Girls Will Be Girls 6, High Definition, It Takes Two 2, Look At Me, Morgan Dayne's Deviant, Pleasure Principle o Riding Solo 2.

## Premios y nominaciones
| Año  | Ceremonia   | Resultado | Premio                        | Trabajo               |
| ---- | ----------- | --------- | ----------------------------- | --------------------- |
| 2009 | Premios AVN | Nominada  | Mejor escena de sexo en grupo | Rachel's Choice       |
| 2011 | Premios AVN | Nominada  | Mejor escena POV de sexo      | Entry in the Rear POV |